# NGC 4493
NGC 4493 este o galaxie situată în constelația Fecioara. A fost descoperită în 22 martie 1865 de către Albert Marth. Se află la o distanță de 95,5 de megaparseci de Pământ.